# Pseudexomilus
Pseudexomilus is een geslacht van weekdieren uit de klasse van de Gastropoda (slakken).

## Soorten
- Pseudexomilus bicarinatus Shuto, 1983
- Pseudexomilus costicapitata (Verco, 1909)
- Pseudexomilus fenestratus Kilburn, 1988
- Pseudexomilus fuscoapicatus Morassi, 1997